# Mar Saba

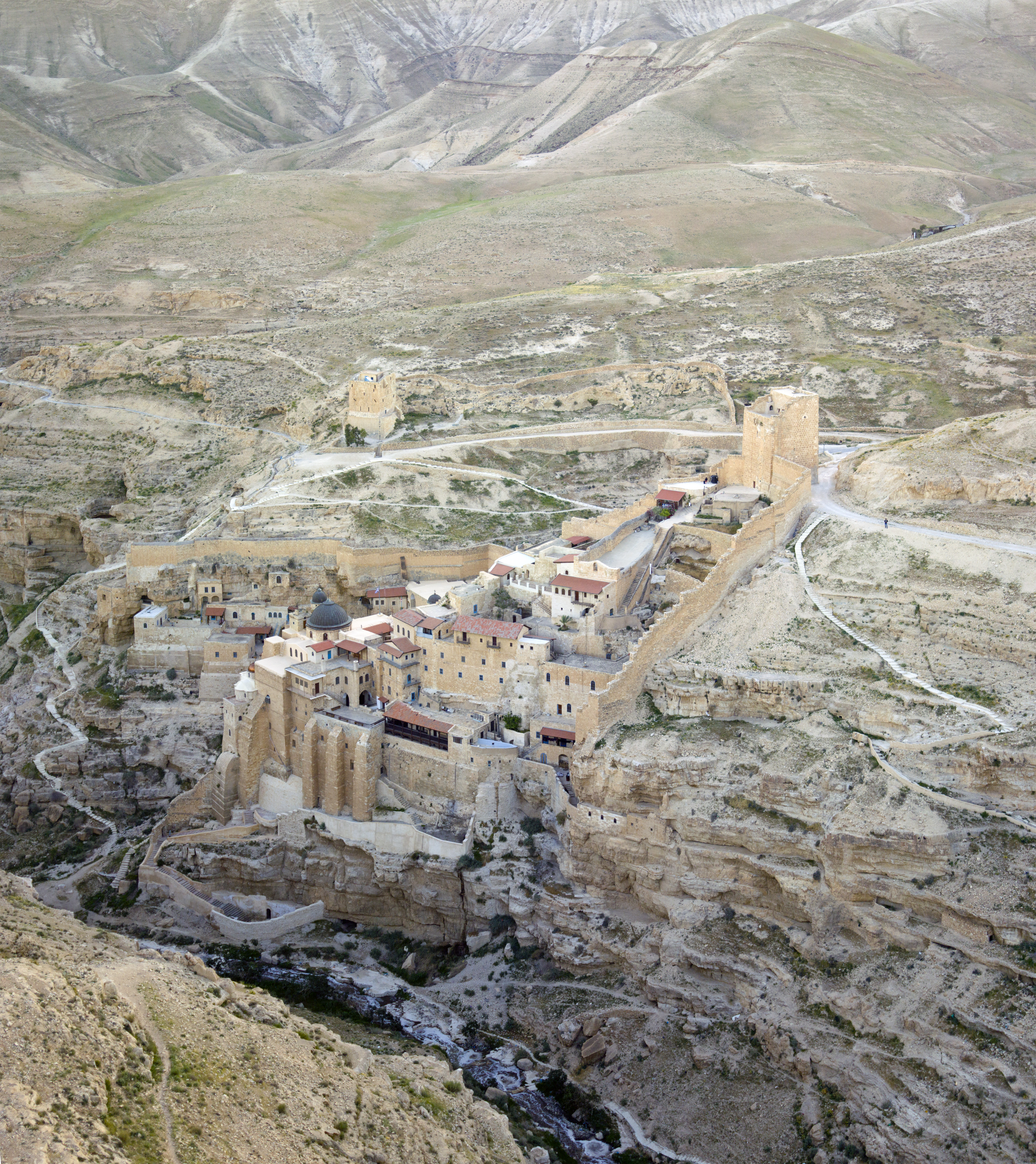
Klostret Mar Saba sett från nordöst överblickande Kidrondalen.

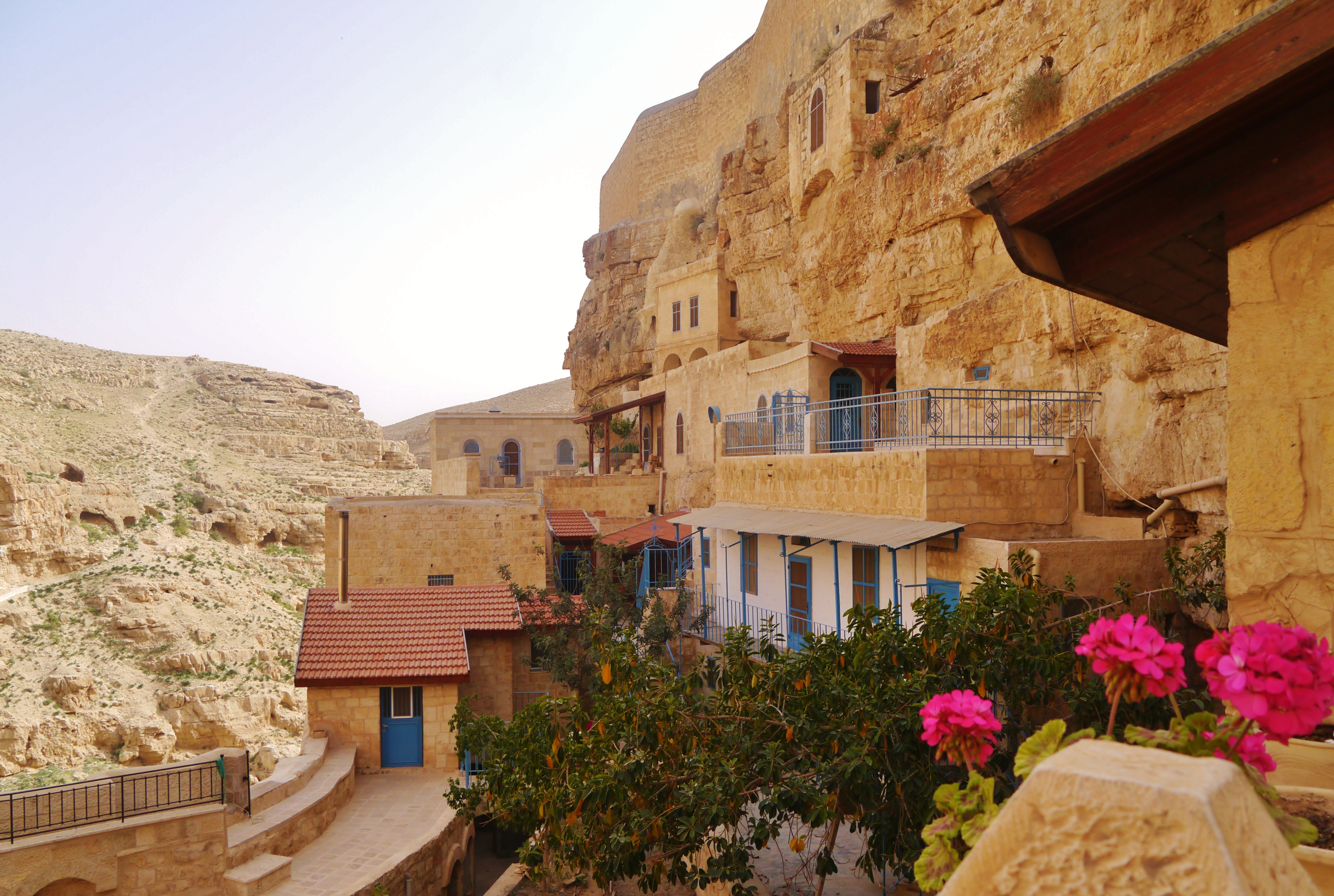
Mar Saba

Mar Saba (arabiska: دير مار سابا) eller Sankt Sabbas (grekiska: Ἱερά Λαύρα τοῦ Ὁσίου Σάββα τοῦ Ἡγιασμένου, Sankt Sabbas den heliges heliga lavra) är ett grekiskt-ortodoxt kloster beläget cirka 12 km i ostsydostlig riktning från Jerusalem. Det ligger på en sluttning med utblick över Kidrondalen på dess väg från Jerusalem till Döda havet. Klostret, som är ett av de äldsta i världen som fortfarande är i bruk, är enligt traditionen grundat år 483 av den grekiske munken och eremiten Sabbas. Det är från Sabbas och hans lavra, eremitgrotta, som klostret skapades och namngavs.
Den grekisk-syriske munken och teologen Johannes från Damaskus (ca 676–749) bodde i Mar Saba från år 715 och fram till sin död cirka år 749, och han anses även ligga begravd där. Det var också i Mar Saba-klostrets tornbibliotek som Morton Smith 1958 fann en avskrift av ett brev som uppgavs ha skrivits av Klemens av Alexandria och vari denne citerade ur en dittills okänd längre utgåva av Markusevangeliet, av Smith senare benämnd Hemliga Markusevangeliet.

## Mar Sabas läge och syfte
Klostret Mar Saba ligger i Kidrondalen omkring 12 km öster om Betlehem och Jerusalem och ungefär lika långt väster om Döda havet.  Det är beläget på den västra sluttningen av en ravin som är närmare 400 meter djup, och det har två vakttorn högst upp som reser sig 550 meter över dalen. Tornen tillhör den del av klostret som uppfördes redan på 400-talet. Tillsammans med Sankta Katarinaklostret i Sinai utgör det ett av världens äldsta kontinuerligt bebodda kloster. Klostret är ett munkkloster och kvinnor har aldrig givits tillträde dit. De får bara beträda ett fristående torn i söder som kallas "kvinnornas torn", varifrån det på avstånd går att beskåda klostret. I dag bor inte fler än 15 munkar i klostret, men på 500-talet kan det ha bebotts av så många som 700.

## Mar Sabas grundande och uppförande under Sabbas ledning
Mar Saba anses ha grundats av den grekiske munken och eremiten Sabbas (439–532) från Jerusalem. I dag täcker klosterområdet en yta av cirka 60 gånger 100 meter, eller 0,6 hektar, medan det under Sabbas tid sträckte sig över klipporna på båda sluttningarna, såväl söder som norr om det nuvarande byggnadskomplexet, längs en cirka 2 km lång del av ravinen.

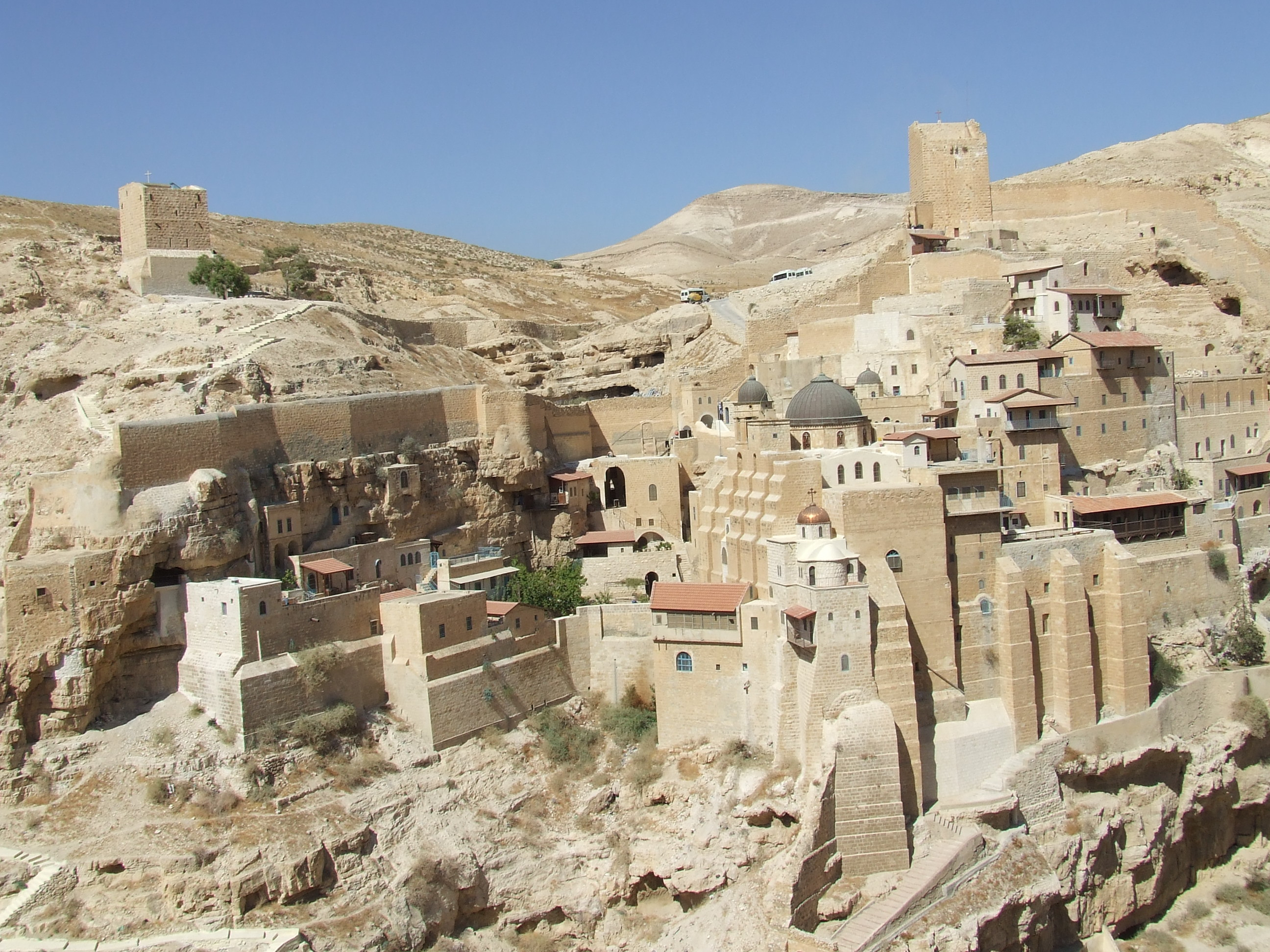
Mar Saba med det södra tornet till vänster där kvinnor har tillträde och det norra tornet till höger där tornbiblioteket är inhyst.

År 478 bosatte sig Sabbas i en naturlig grotta i området och levde där som eremit under de följande fem åren. Ryktet om hans vistelse där spred sig och år 483 hade fler eremiter anslutit. Sabbas undervisade dessa nyanlända om hur det är att leva som munk. Under de kommande tre åren (483–486) fick varje ny person som anslöt sig ett eget utrymme, en egen grotta, som också iordningställdes och där de kunde hålla till, och vid pass år 486 uppgick gemenskapen till 70 individer. Under denna period började man under ledning av Sabbas uppföra byggnader med avsikt att skapa ett större kloster, eller en lavra, som en sådan byggnad benämndes på grekiska. Sabbas stakade redan tidigt ut gränserna och tog marken i besittning. I detta tidiga skede tillkom Sabbas kammare och många av de övriga munkarnas kamrar, bönehuset och det norra tornet på den östra sluttningen. För att undvika hettan och kunna ta del av den uppstigande solens strålar, kom dock klostrets centrum senare att flyttas till den västra sluttningen. Där kom kyrkor och andra gemensamma byggnader att uppföras, och Sabbas flyttade från sin grotta till ett torn som byggts för hans räkning. Sabbas organiserade arbetet, införskaffade lastdjur och byggde upp en organisation som kunde försörja munkarna så att de inte skulle behöva lämna området.

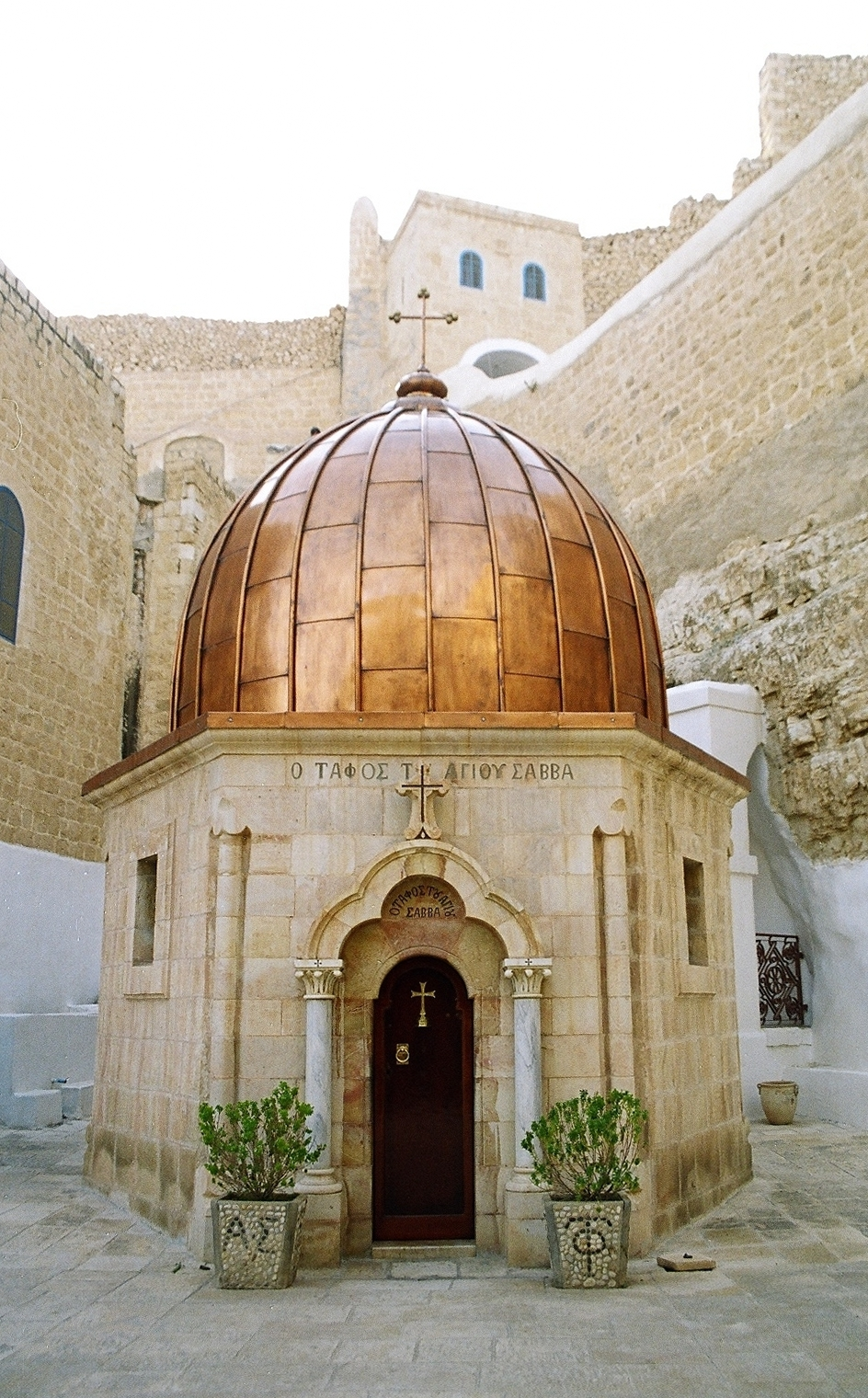
Sabbas grav (inskriptionen på gravkapellet säger ῾Ο ΤΑΦΟΣ ΤΟΥ ῾ΑΓΙΟΥ ΣΑΒΒΑ, ”Den helige Sabbas grav”). Gravkapellet är placerat på gårdsplanen mellan de båda kyrkorna.

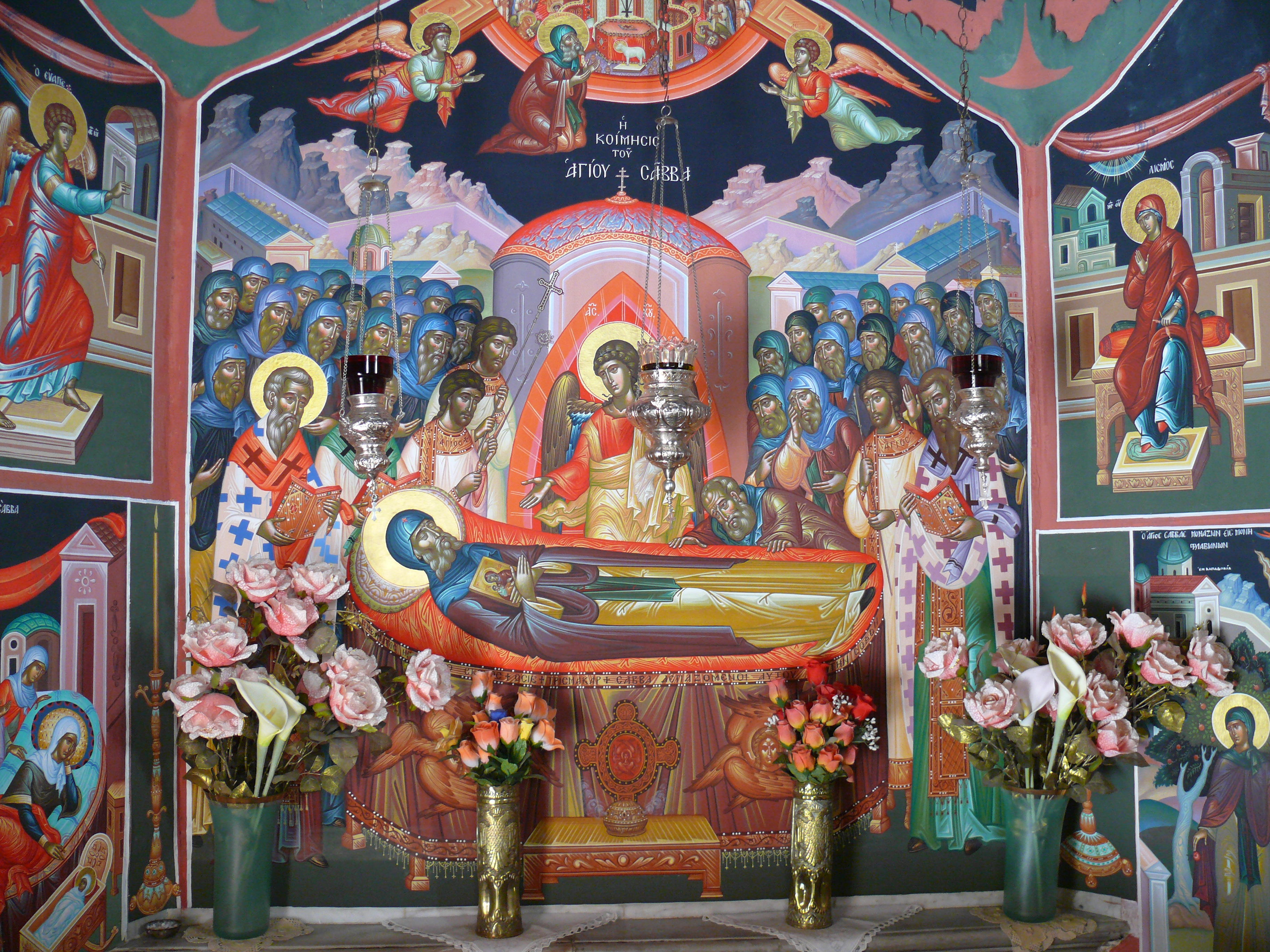
Inuti Sabbas gravkapell. En målning föreställande den döde Sabbas där munkarna samlas kring sin döde ledare.

Det lilla bönehuset kunde inte längre tjäna som andaktsrum åt alla munkarna, så därför iordningställdes en större grotta på den östra sluttningen som kyrka. Ryktet om projektet spred sig och då alltfler strömmade till lät man uppföra en boning utanför klostret där dessa tillströmmande pilgrimer kunde ges natthärbärge. År 494 anslöt två byggherrar, Gelasios och Theodoulos, och med deras hjälp uppfördes de större byggnaderna i klostrets centrum, vilket innefattade ett bageri, ett sjukhus och den stora Theotokos-kyrkan (år 502) tillägnad Gudsföderskan Maria. Mellan de båda kyrkorna lät man anlägga en gårdsplan och i ravinen även skapa större vattenreservoarer (av vilka 14 fortfarande är i bruk) för att kunna försörja en växande befolkning. Redan under Sabbas levnad hade klostret fått sitt karakteristiska utseende och år 501 ansågs det stå klart.

## Mar Sabas historia och invånare
I slutet av det inledande byggnadsprojektet (483–486) uppgick antalet munkar till 70. Redan fem år senare, år 491, uppgick antalet till 150.  Nya byggnader i utkanten gav utrymme åt även nybörjare, unga och otränade munkar och allmänt intresserade, för vilka det inte fanns plats i huvudbyggnaderna. I början av 500-talet kan antalet munkar möjligen ha stigit till 250–300. Vid år 504 gjorde uppemot 60 munkar uppror mot Sabbas styre och det var måhända på grund av dem som Sabbas lämnade klostret, vilket han gjorde året innan. Dessa 60 upprorsmän lämnade i sin tur klostret år 507. År 555 anlände 60 andra munkar till Mar Saba och antalet steg på nytt. Möjligen kan antalet ha nått en topp vid denna tid, och uppemot 700 munkar ha vistats där samtidigt, även om de arkeologiska undersökningarna av rummen och kyrkan och de beräkningar som gjorts till följd av dessa utrymmens storlek, gör det tveksamt om antalet någonsin översteg 250–300.
Grekiska var det vanligaste språket i klostret, framför allt i gudstjänstsammanhang, men många hade armeniska som modersmål och några hade syriska. Yttre påverkan, som exempelvis persernas attack år 614 (då 44 munkar dödades och andra flydde), muslimernas ankomst år 640, den stora jordbävningen som drabbade området år 746, det stora epidemiska utbrottet i slutet av 700-talet vilket kraftigt decimerades antalet boende i klostret, och saracenernas utrensningar år 797 (då 20 munkar mördades), verkar på sikt inte ha påverkat antalet munkar i Mar Saba, ty år 808 sägs de på nytt ha varit 150, och denna siffra kan ha varit 250 eller till och med 450. Till stöd för den högre siffran finns en uppgift från en diakon vid namn George som cirka år 850 skriver att antalet munkar vid den tiden uppgick till 500.
Bland de mer kända personer som bott i Mar Saba under denna tid kan nämnas Kyrillos av Skythopolis (ca 525–559), Theodoros av Sykeon (ca 540–613), Johannes Moschos (ca 550–619) och Johannes från Damaskus (ca 676–749).

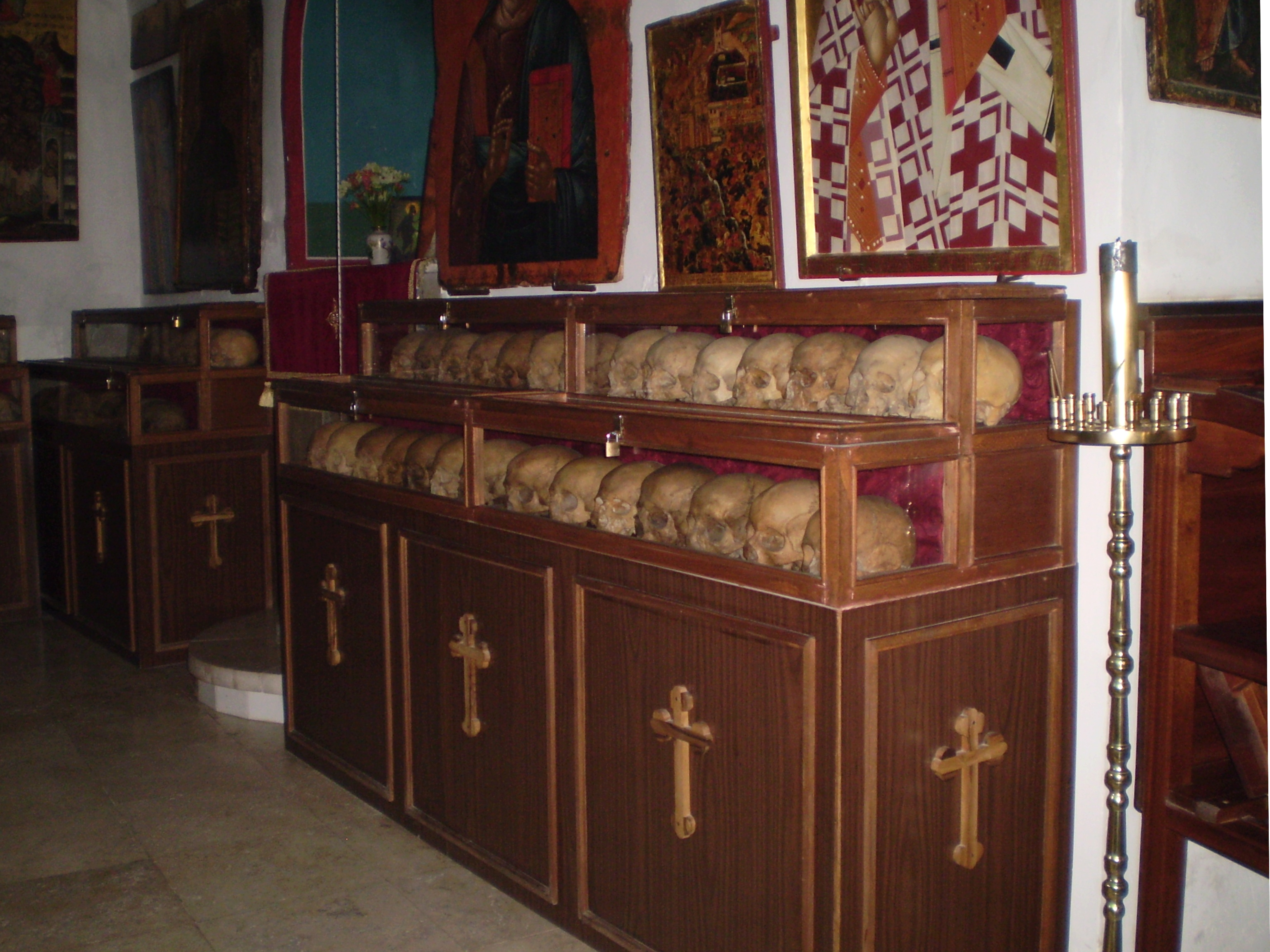
Kranier från de munkar som dödades av perserna år 614 utställda i Mar Saba.

Efter att de grekiska munkarna övergett klostret i början av 1300-talet till följd av de attacker de utsattes för av nomadstammar, kom det att bebos av serbiska munkar och senare av också bulgariska. Trots att klostret nu beboddes av slaviska munkar behöll hela tiden det grekisk-ortodoxa patriarkatet i Jerusalem jurisdiktionen över klostret, och år 1504 tog de på nytt över kontrollen. De serbiska munkarna fortsatte dock att spela en betydande roll i klostrets historia ända in på 1600-talet, och under denna period synes både greker och serber ha levt sida vid sida i Mar Saba.
År 1625 köpte det grekisk-ortodoxa Jerusalem-patriarkatet tillbaka klostret av serberna. Anfallen från beduinstammar fortsatte emellertid att skapa bekymmer för de nya ägarna. Med början år 1688 genomfördes en fullständig restaurering av klostret. Beduinstammarna fortsatte sin plundring och sina massakrer även på 1700-talet och de första årtiondena in på 1800-talet. Med tiden avtog såväl klostrets betydelse som intresset för klosterlivet i Mar Saba, och i dag bor inte fler än 15 munkar där, utan tillgång till sådana moderniteter som elektricitet, rinnande vatten, Internet, television eller radio.

## Mar Sabas bibliotek

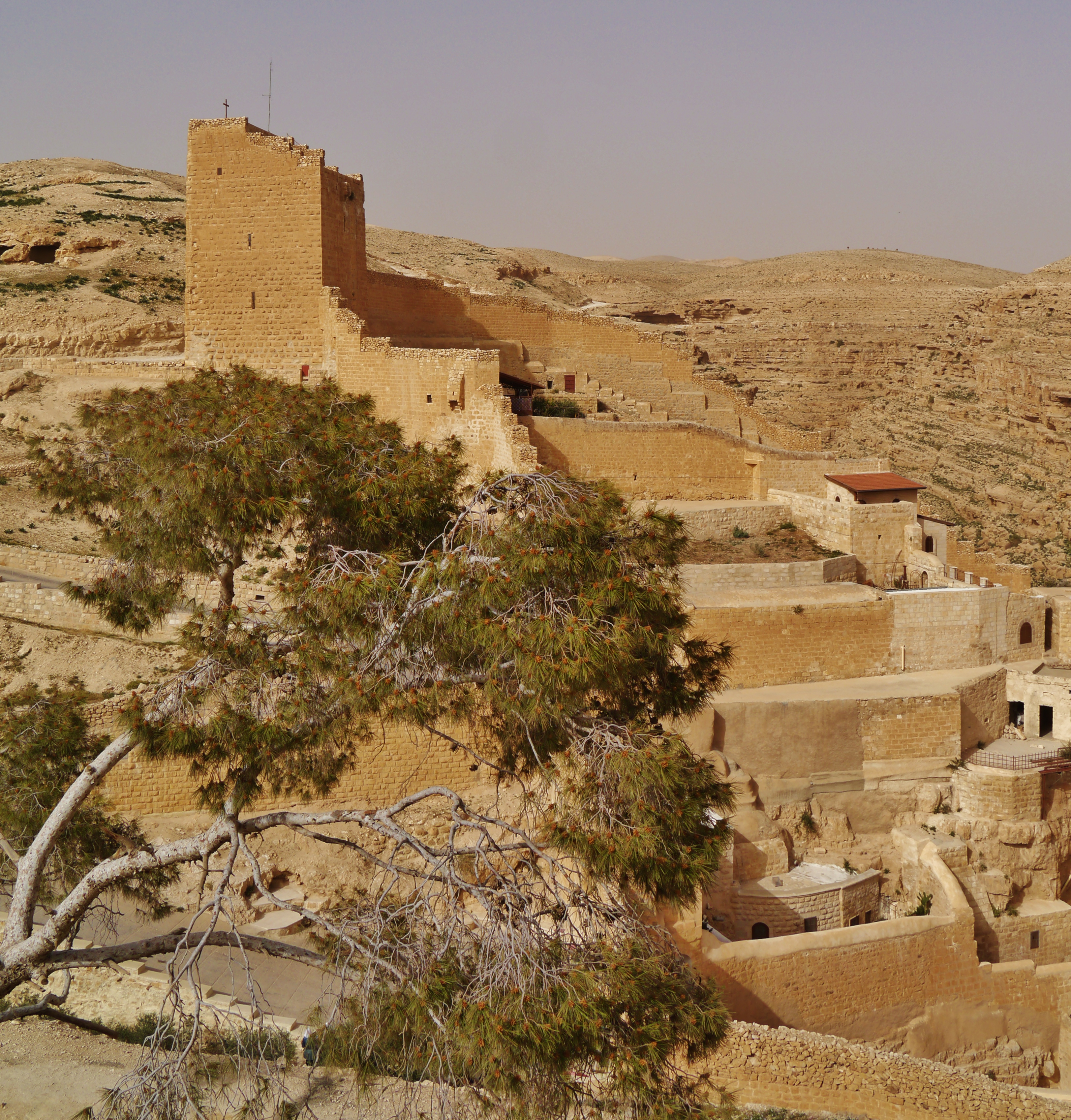
Uppe till vänster i bilden ligger det 18 meter höga norra tornet. Högst upp i detta är tornbiblioteket inhyst.

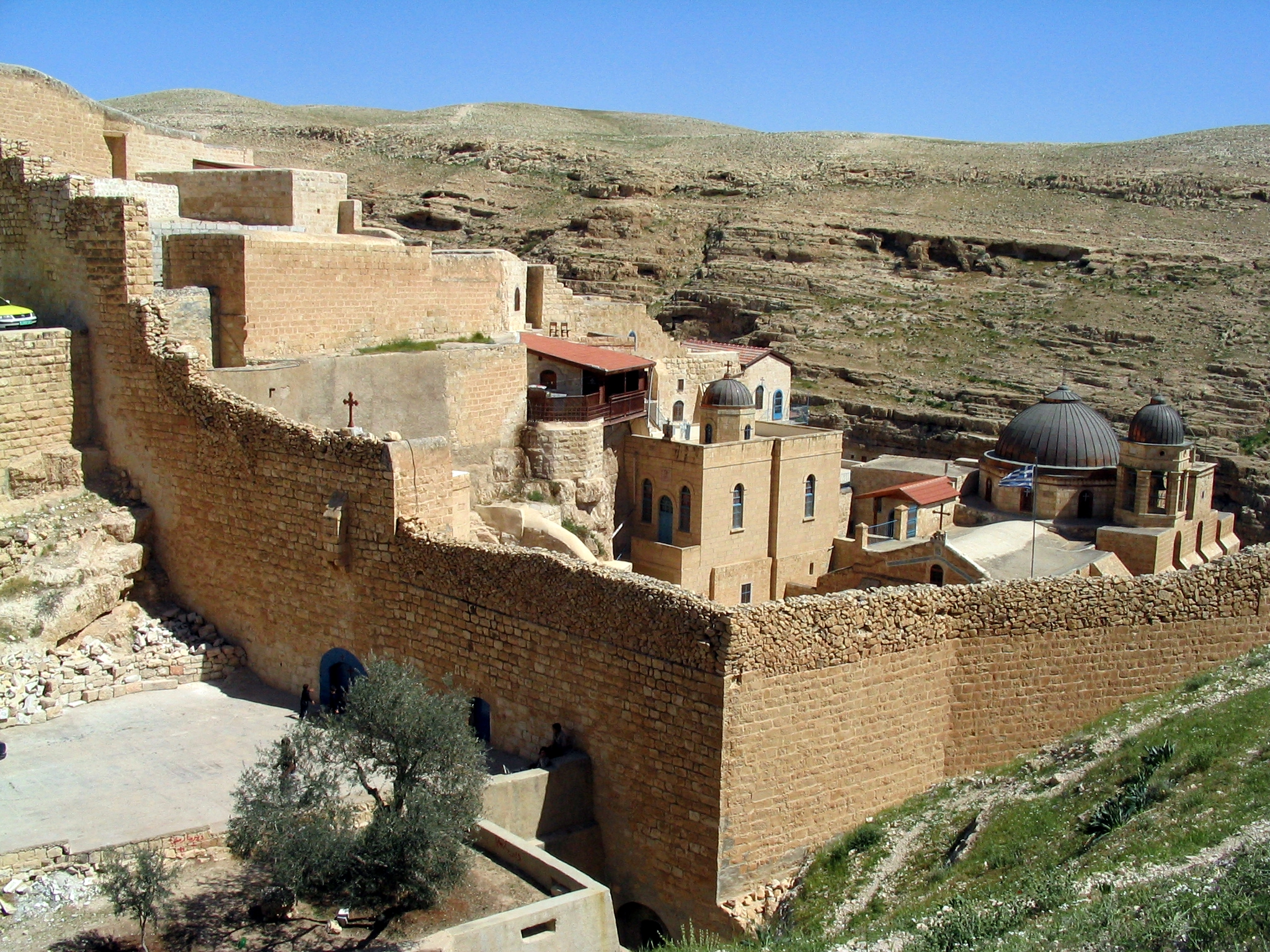
Mar Saba sett från sydöst.

Liksom andra kända och gamla kloster, som exempelvis Sankta Katarinaklostret där Konstantin von Tischendorf påträffade Codex Sinaiticus, har Mar Saba varit en plats där kristna (och även andra) handskrifter både producerats och samlats. Biblioteket anlades sannolikt nästan samtidigt som de första klosterbyggnaderna, i slutet av 400-talet. År 640 invaderades Palestina av muslimerna. Under den tidiga arabiska perioden som följde utgjorde Mar Saba en flerspråkig gemenskap med handskrifter producerade inte bara på grekiska, utan också på arabiska, georgiska och syriska. Klostret har senare utgjort en plats dit många sökt sig i jakt på sällsynta handskrifter när väl efter renässansen jakten på antikens förlorade kunskap tog sin början.
Mar Saba hyste två bibliotek, där som regel enbart det ena, kapellbiblioteket, förevisades besökare. Det andra biblioteket var det så kallade tornbiblioteket i det gamla tornet. En större brand härjade i kapellet med dess bibliotek i början av 1700-talet och en stor del av klostrets skriftsamling förstördes.
När Henry Coxe besökte biblioteket i mitten av 1800-talet fann han tornbiblioteket innehålla 300 till 400 böcker i dålig kondition, täckta av damm och maskätna. Vid ungefär samma tid besökte också Konstantin von Tischendorf Mar Saba och fann i ett sidorum till tornbiblioteket hundratals grekiska och arabiska handskrifter tillsammans med tryckta böcker uppställda på bockar. Så sent som 1834 hade klosterbiblioteken fler än 1 000 handskrifter. På grund av det dåliga klimatet för att bevara böcker och att många dessutom stals, tömdes biblioteken på merparten av de värdefulla böckerna i slutet av 1800-talet. De stora förflyttningarna skedde 1857, 1864 och 1887. År 1887 överfördes 706 kodexar till patriarkatets bibliotek i Jerusalem, och tidigare hade 55 kodexar förflyttats till andra bibliotek och museer runt om i världen. Av dessa sammanlagt 761 kodexar hade 129 skrivits i Mar Saba (där de äldsta var skrivna på 800-talet) och de övriga på andra platser och således vid något tillfälle förts till Mar Saba.
Johannes från Damaskus (ca 676–749) som bodde i Mar Saba i över 30 år och också begravdes där, citerar i sin Sacra parallela ur ”brev 21 av Klemens, författaren av Stromata”. Detta betyder i så fall att det på 700-talet fanns en samling om minst 21 brev i Mar Saba skrivna av Klemens av Alexandria, och att denna samling gått förlorad eftersom inget brev av Klemens har bevarats.  I tornbiblioteket i Mar Saba upptäckte Morton Smith år 1958 en avskrift av ett dittills okänt brev av Klemens av Alexandria. Det var skrivet på några tidigare tomma sidor i slutet av en tryckt bok och innehöll två citat ur en hemlig, eller mystisk, längre utgåva av Markusevangeliet. Morton Smith kallade den citerade utgåvan för Hemliga Markusevangeliet. Smith vittnade också om att papper uppenbarligen varit en bristvara i Mar Saba på 1600-, 1700- och 1800-talen och att man därför utnyttjat det man haft för att skriva på, och att många böcker bundits om med äldre kasserade handskrifter, kanske sådana som inte helt förstördes i branden i början av 1700-talet.

## Bildgalleri

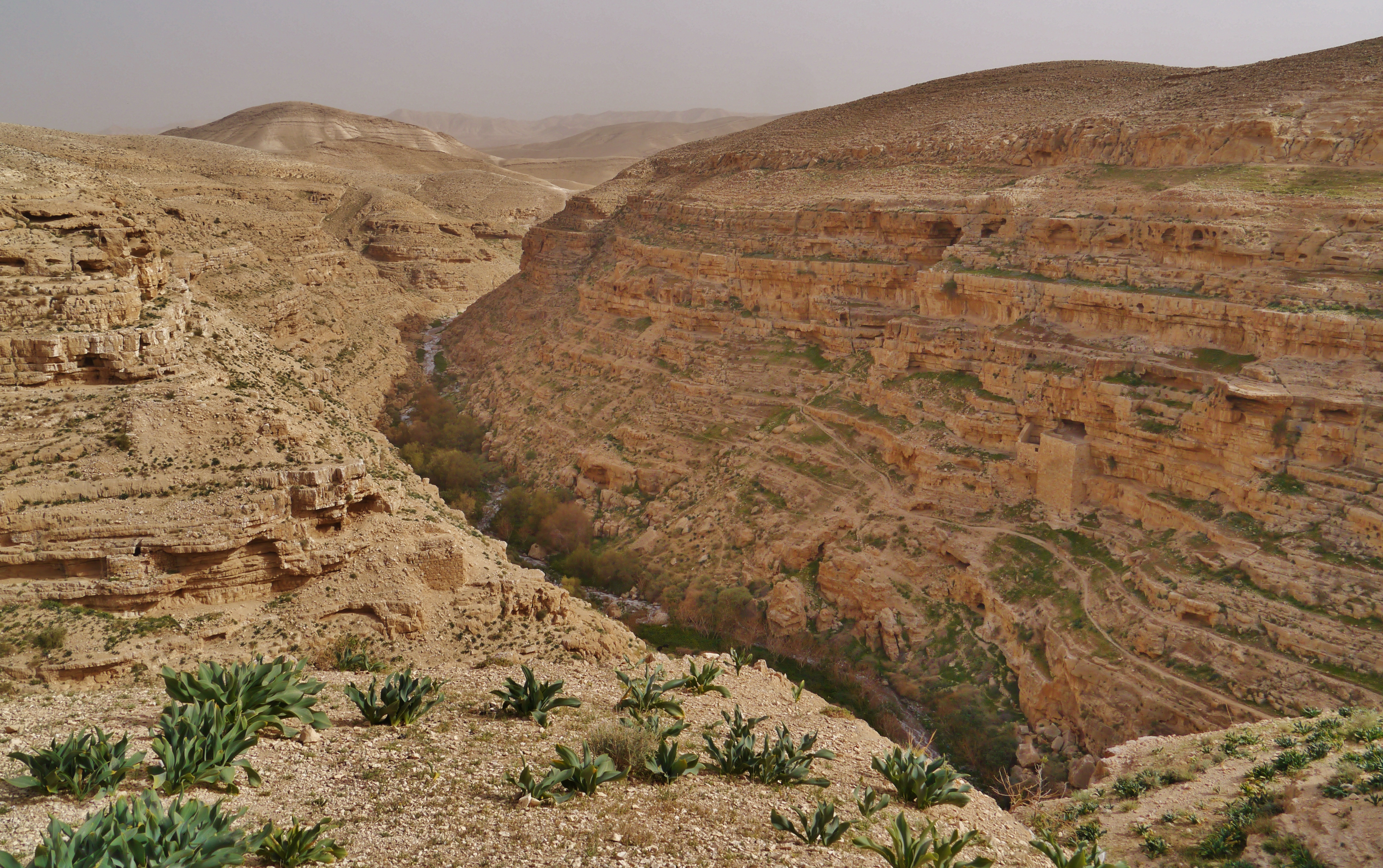
Omgivningen kring Mar Saba.
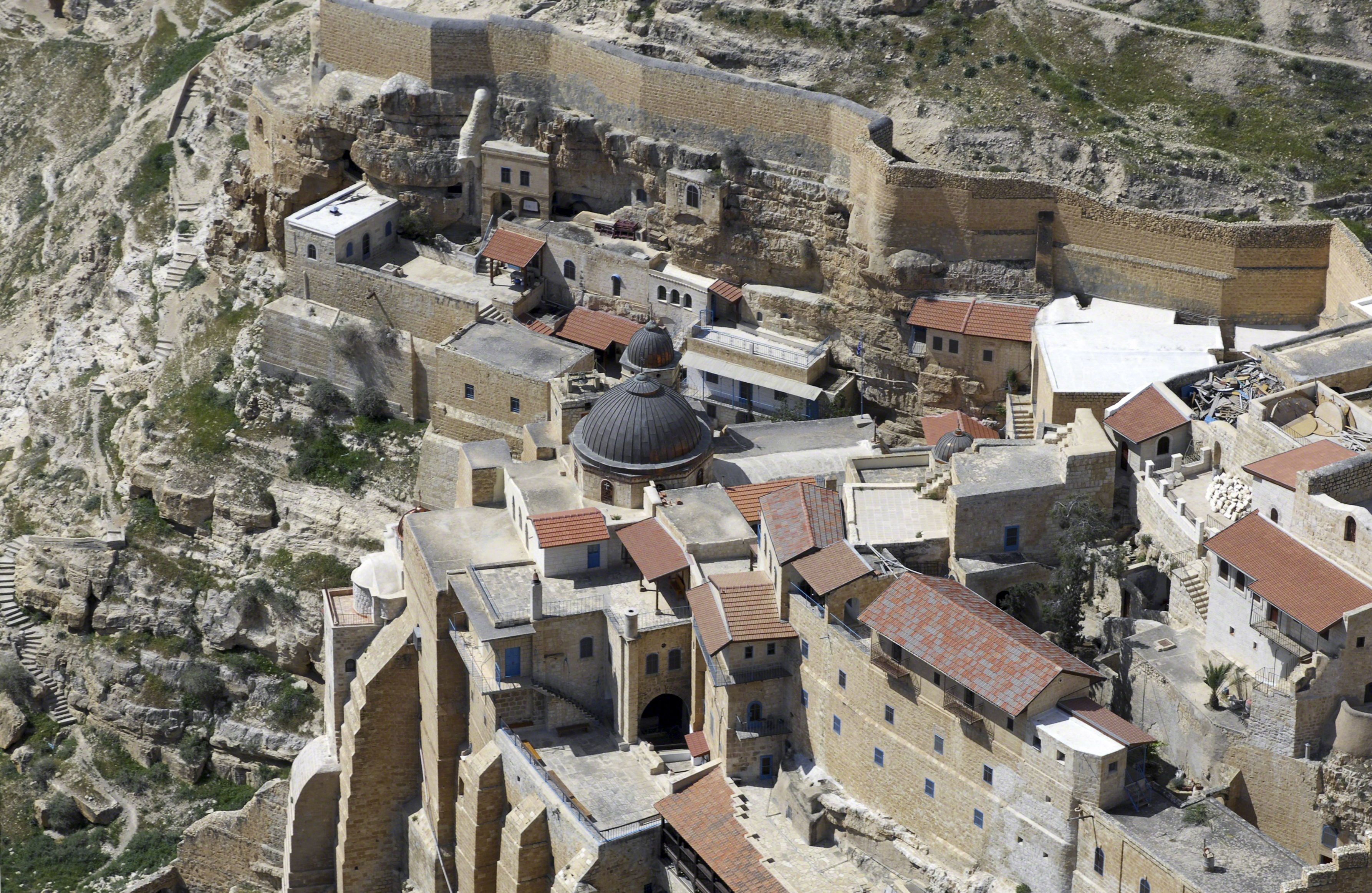
Mar Saba sett uppifrån med Theotokos-kyrkans blå kupol i bildens centrum.
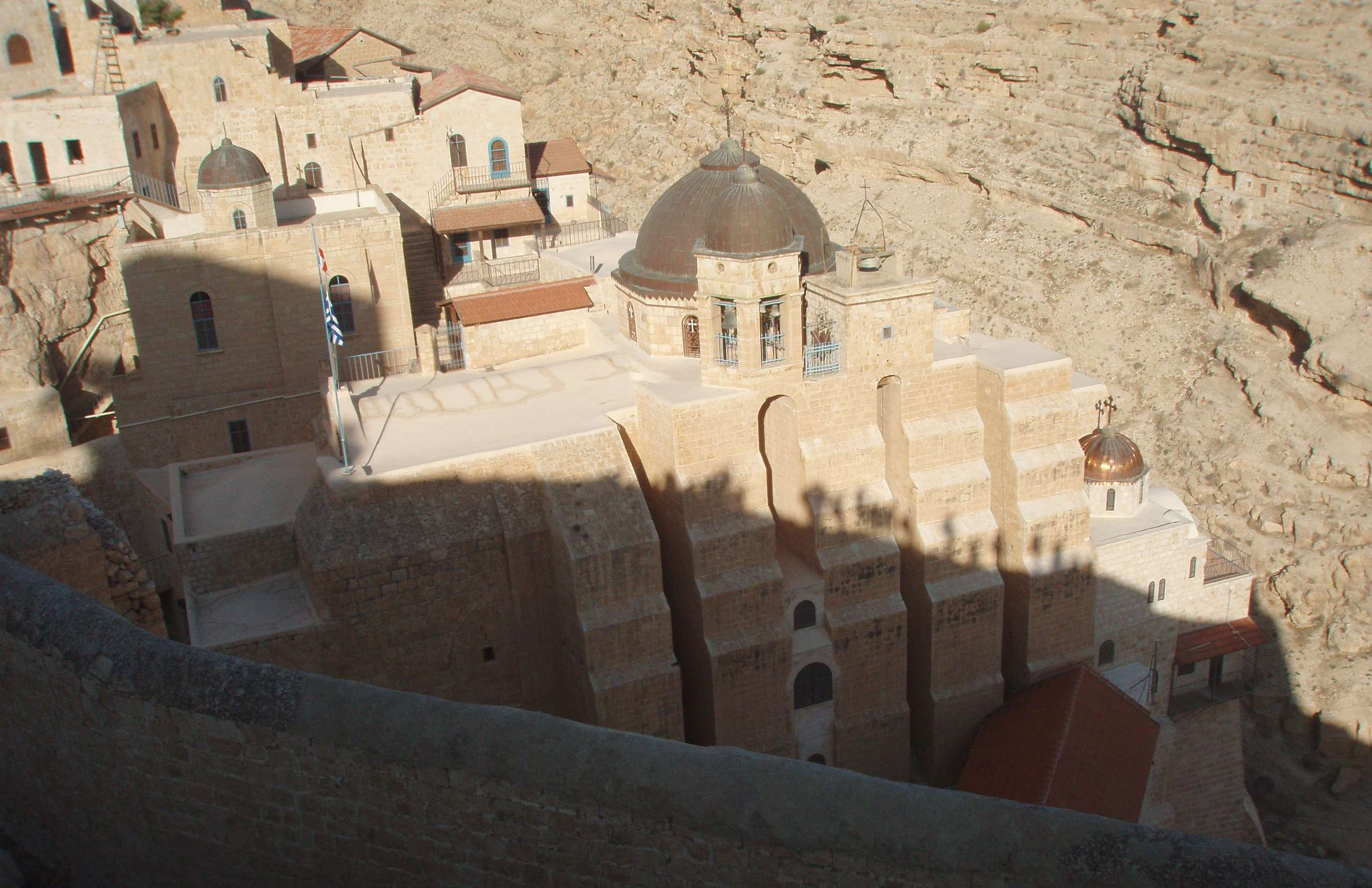
Theotokos-kyrkan med dess egentligen blå kupol.
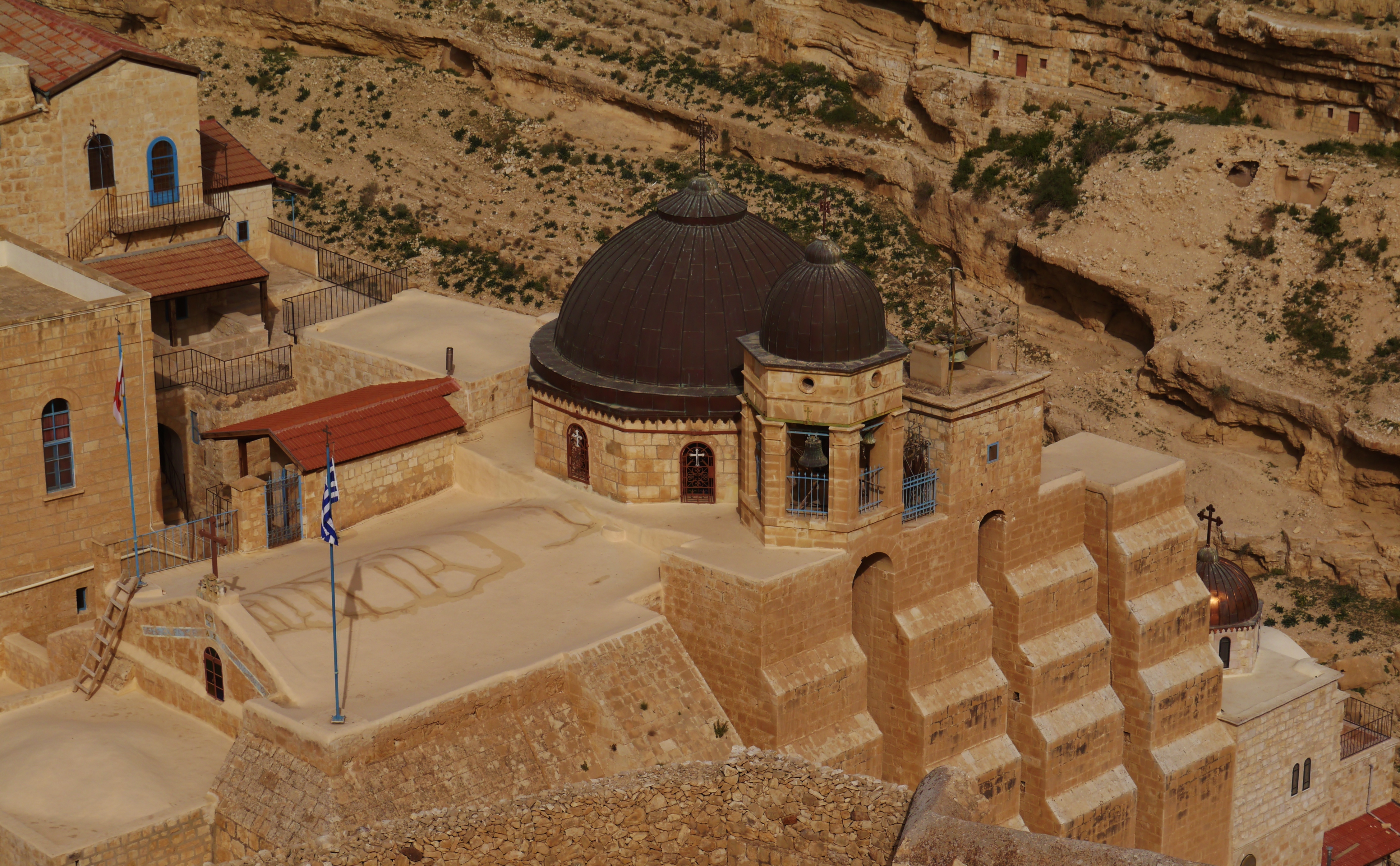
Kupolen på Theotokos-kyrkan.
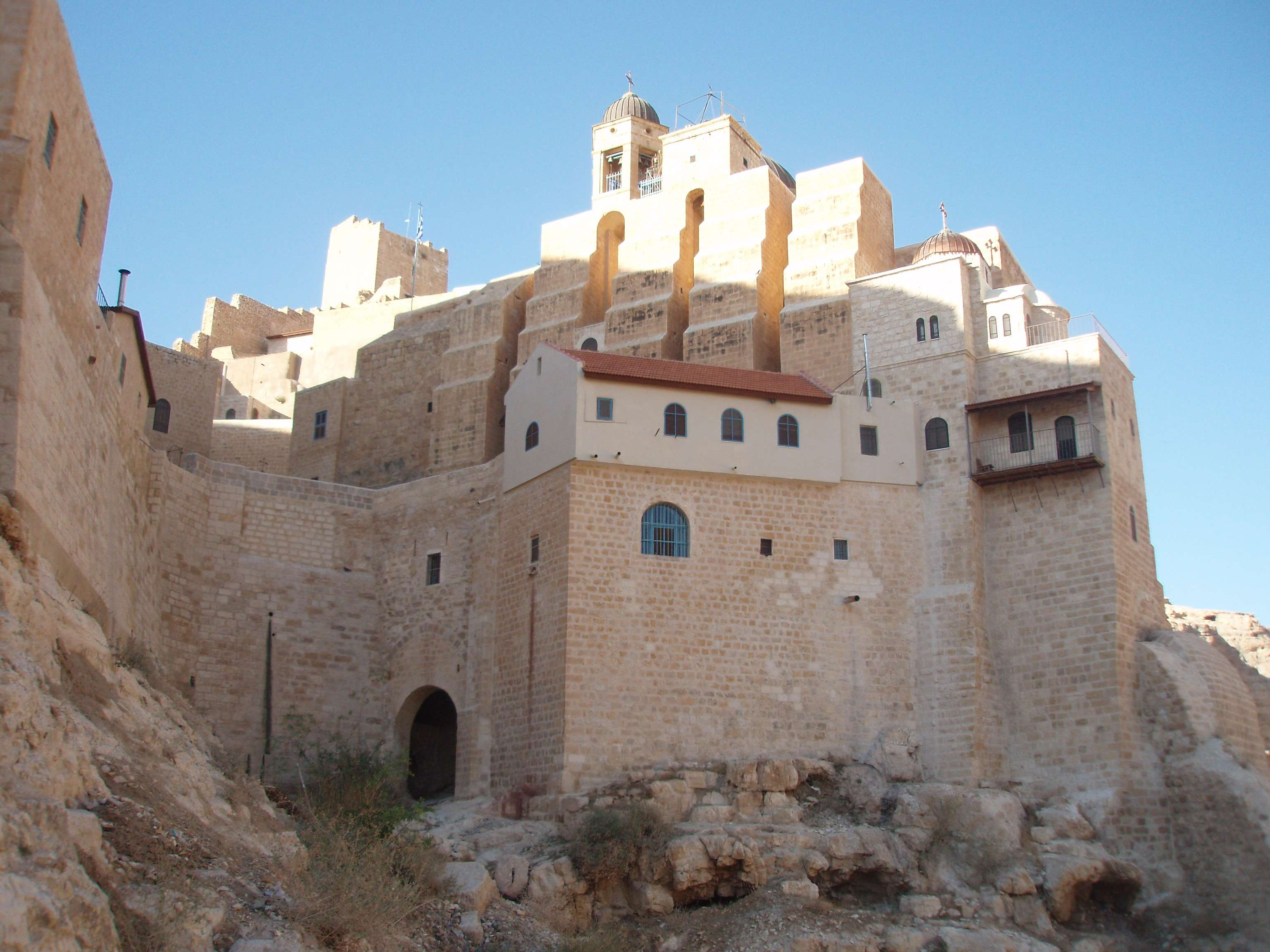
Klostret sett underifrån.
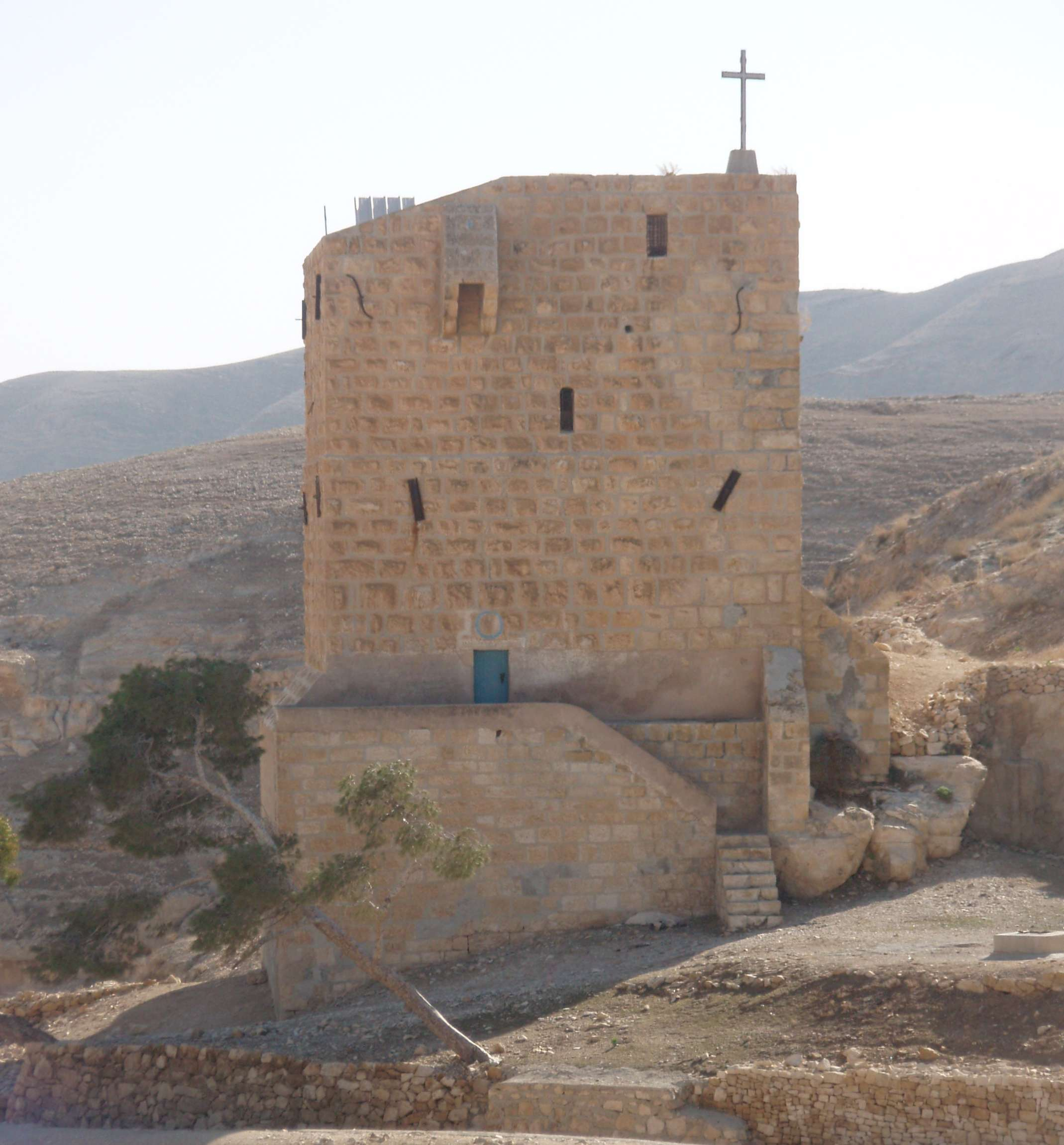
Det södra så kallade ”Kvinnornas torn” sett från klosterhållet.
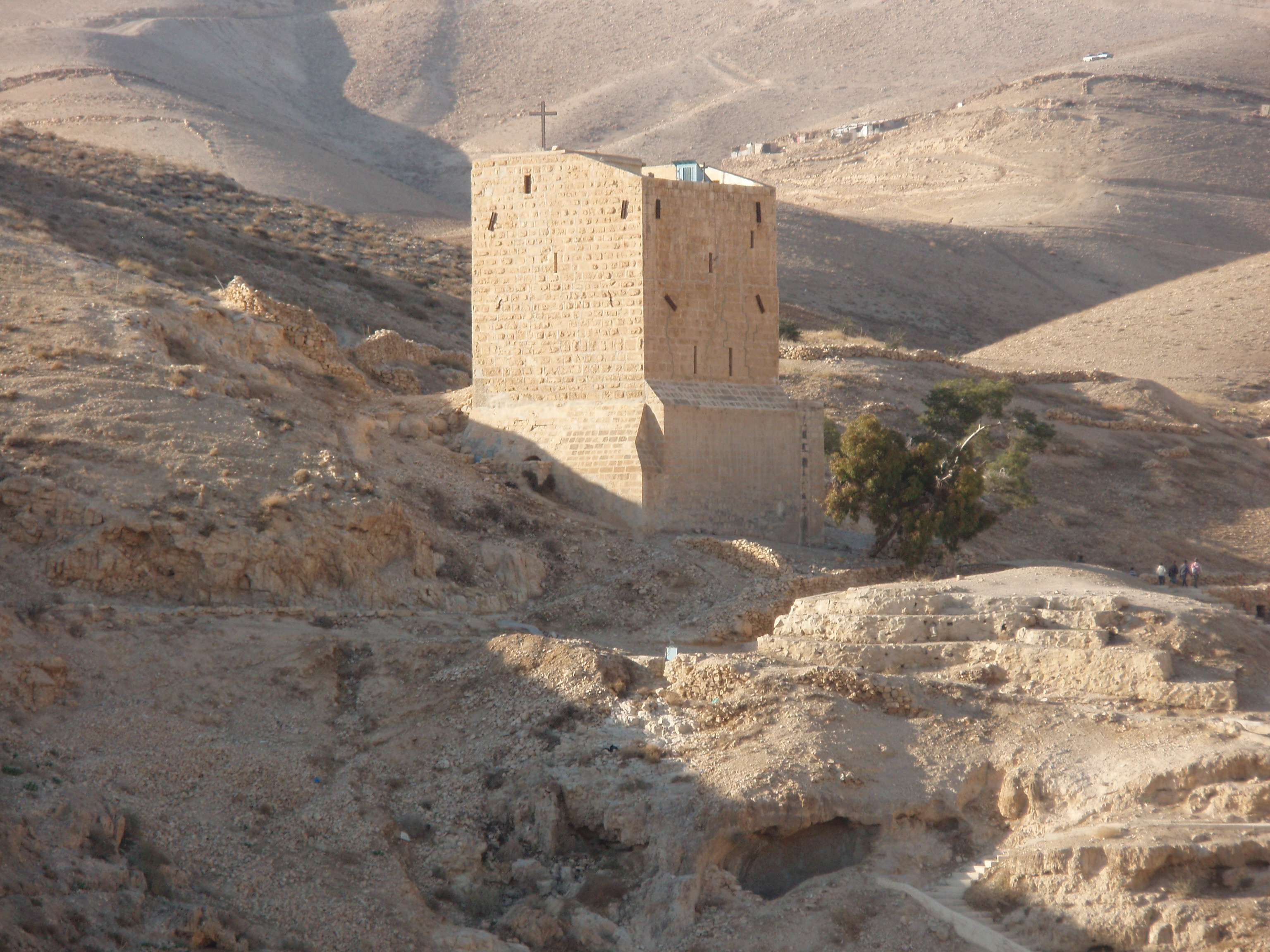
”Kvinnornas torn” sett från en annan vinkel.
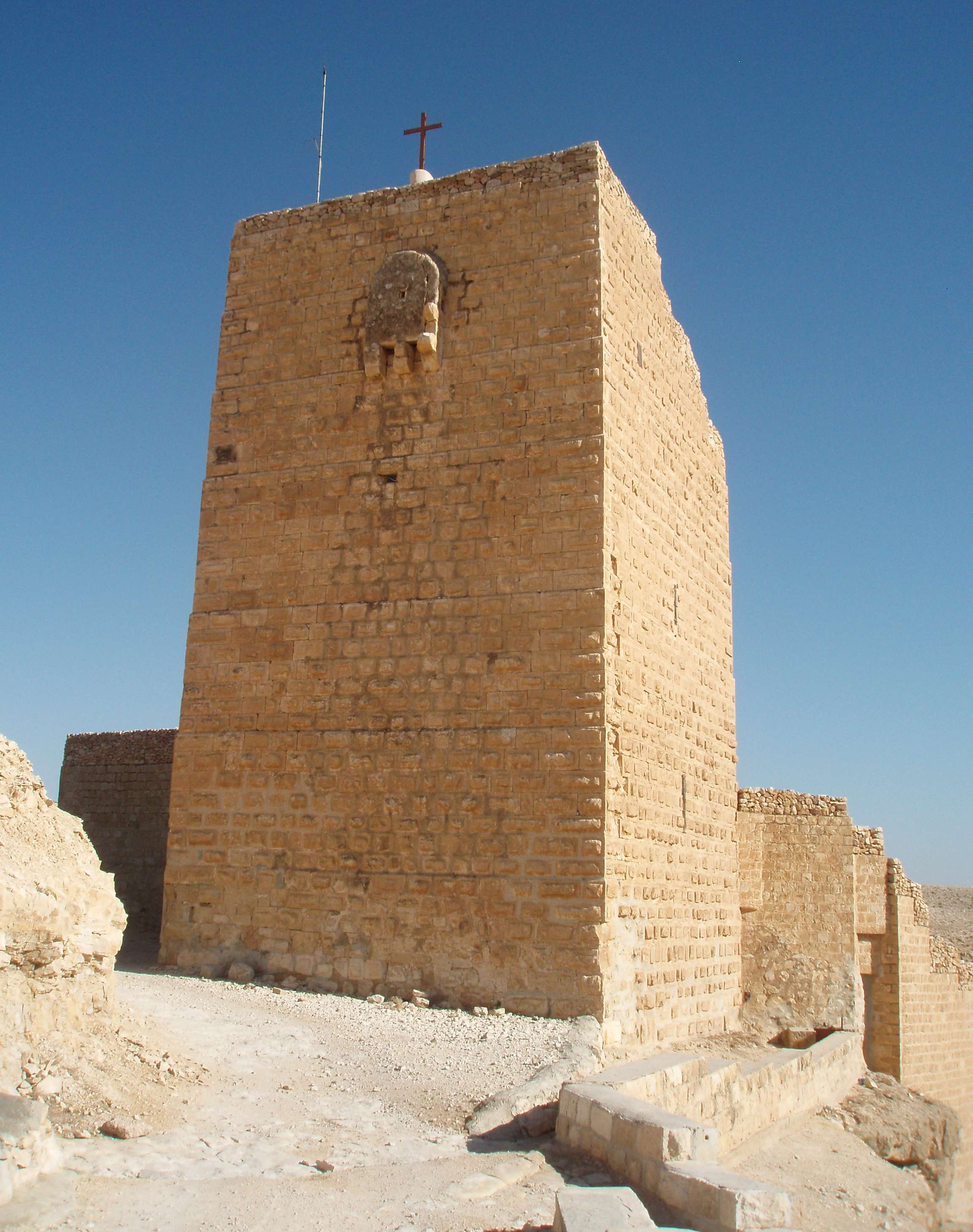
Det norra tornet med klosterbiblioteket sett bakifrån.
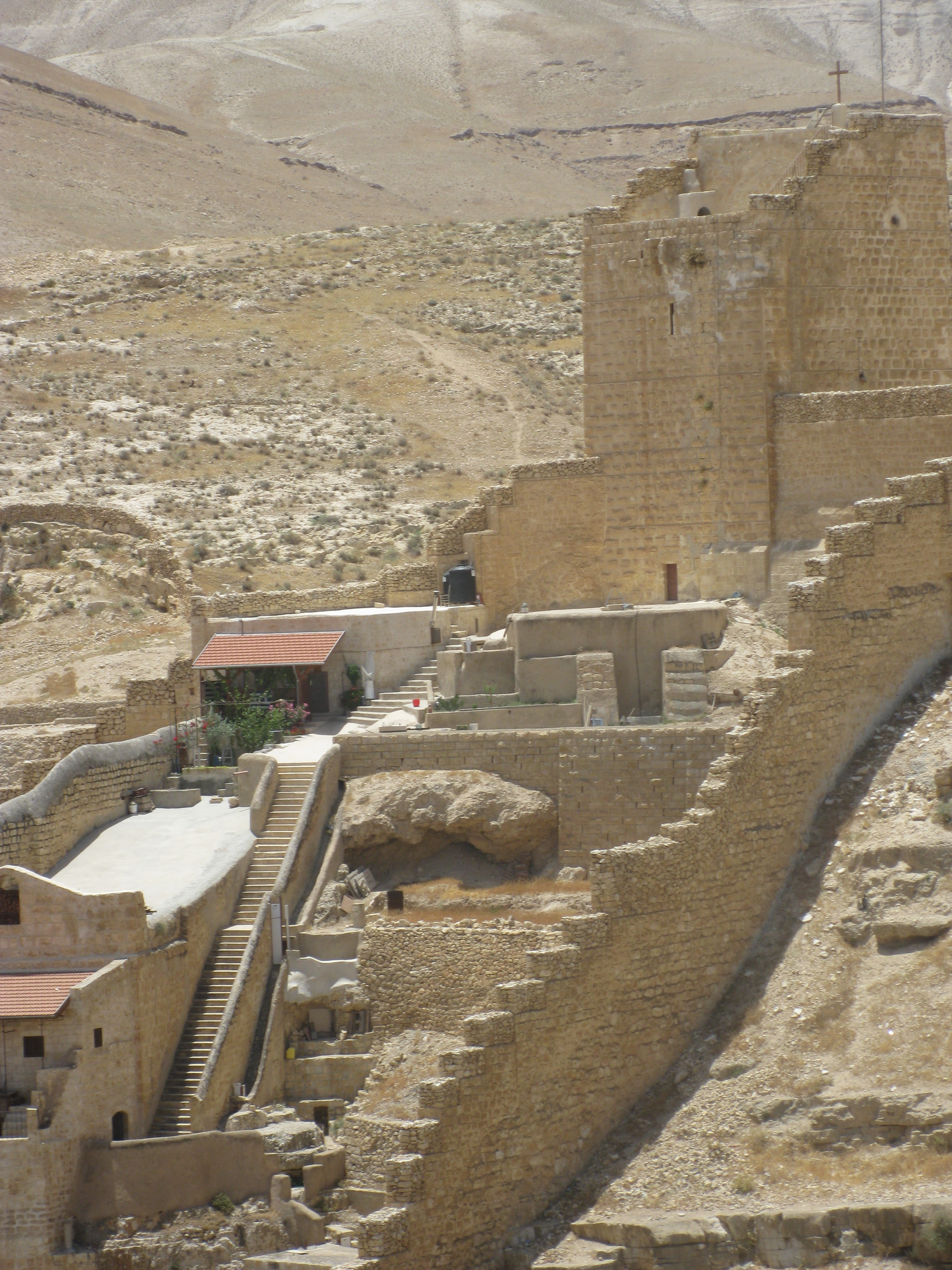
Vägen upp till norra tornet.
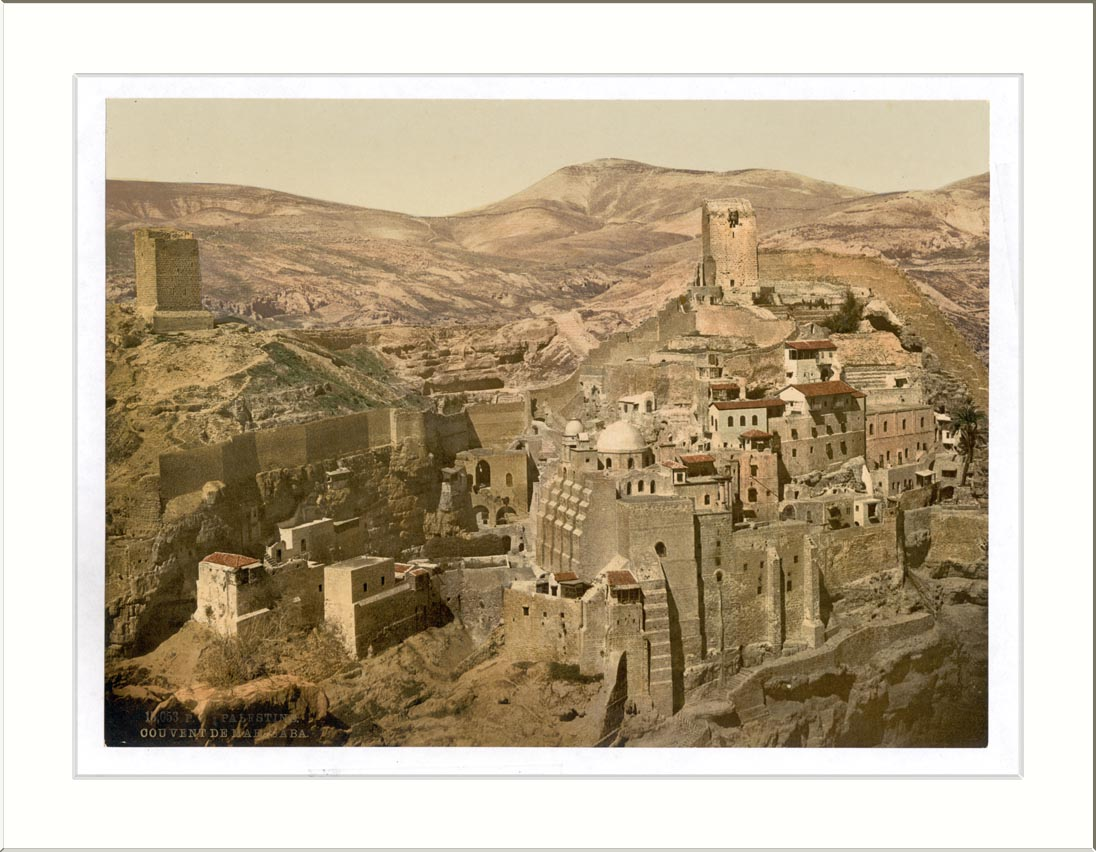
Äldre bild av klostret.
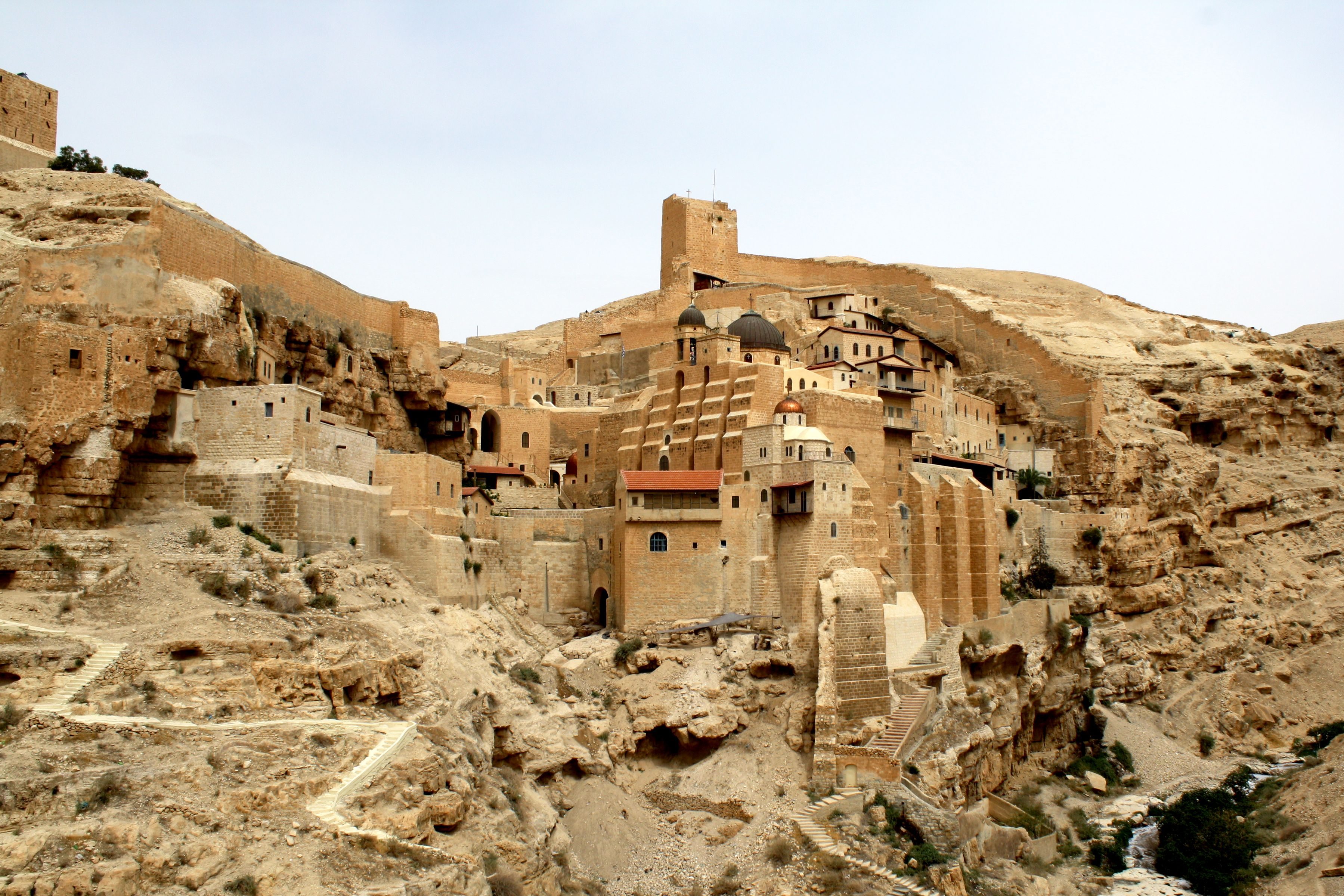
Mar Saba sett nerifrån dalen.
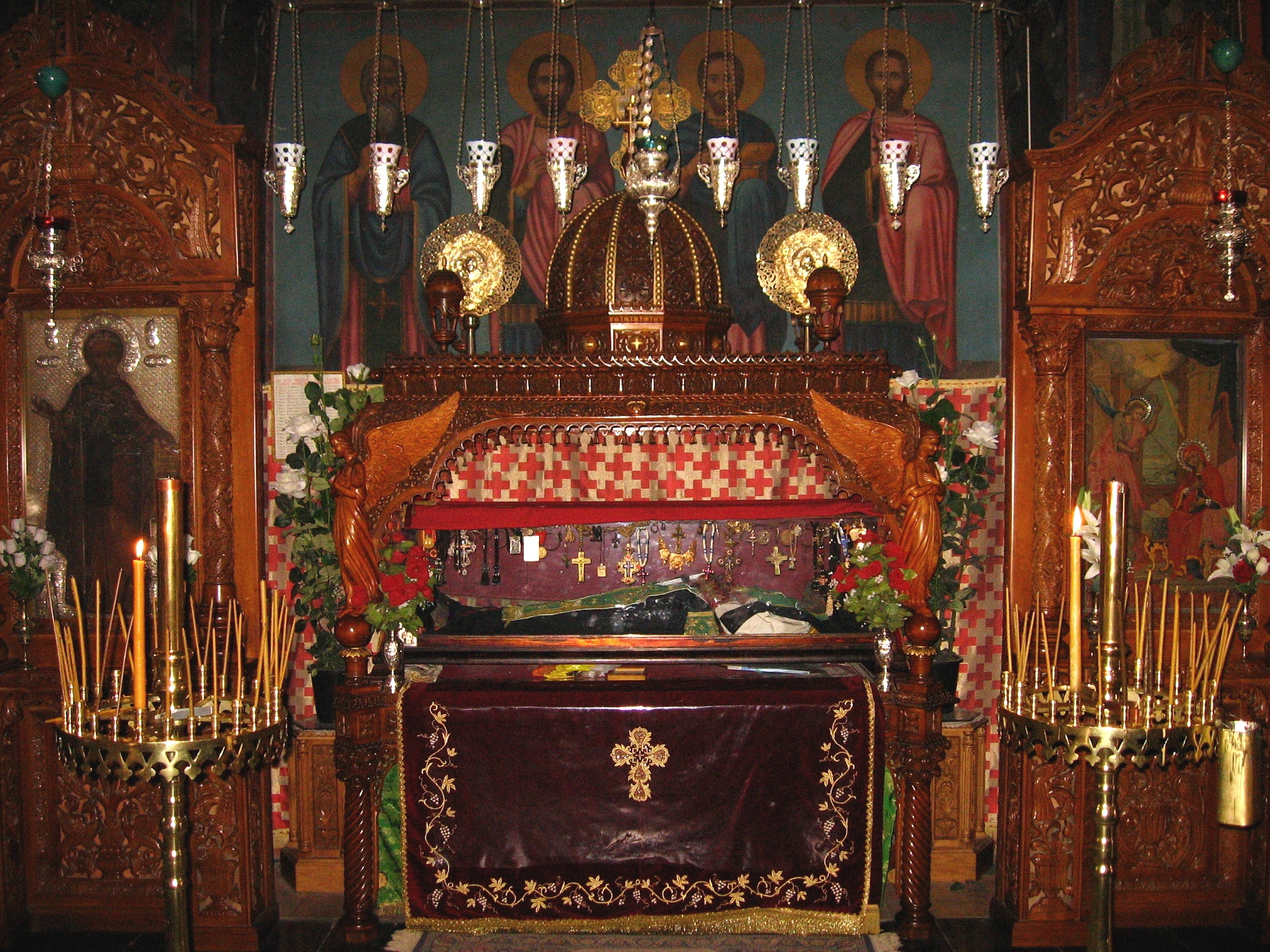
Sabbas reliker.
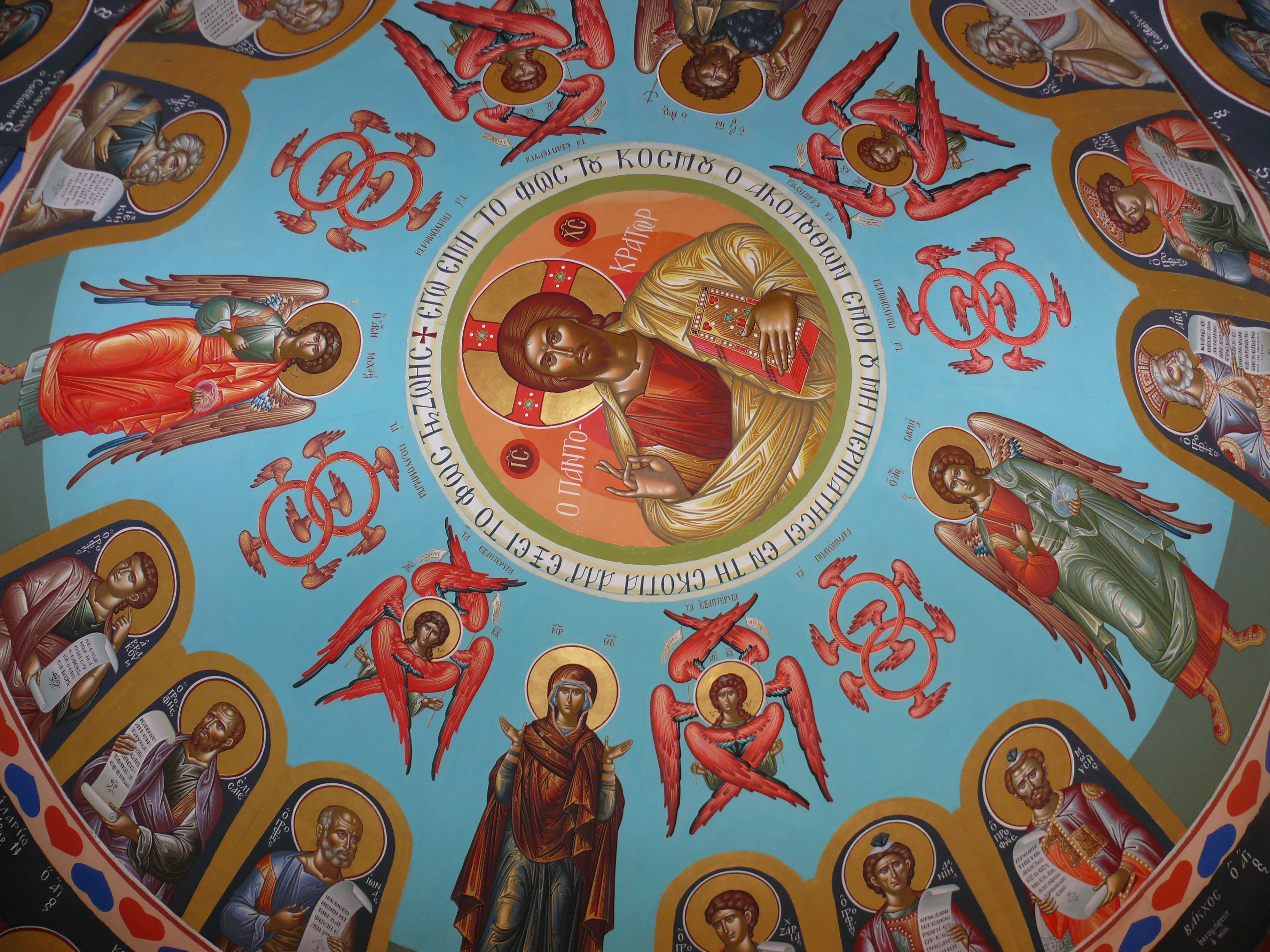
Insidan av kupolen på Sabbas gravkapell.